# .af
.af – krajowa domena internetowa najwyższego poziomu przypisana dla stron internetowych z Afganistanu, jest aktywna od 1997 roku i administrowana przez afgańskie Ministerstwo Komunikacji. Aktualnie w bardzo niewielkim użyciu.
Obecnie stawki za rejestrację domeny są 5-krotnie wyższe dla obcokrajowców. Poza tym domeny drugiego poziomu są 50 razy droższe od domen trzeciego poziomu, sięgając przy tym absurdalnych kwot.

## Domeny drugiego poziomu
- .gov.af — jednostki rządowe
- .edu.af — wyższe ośrodki edukacyjne
- .net.af — Internet i sieci
- .com.af — do zastosowań komercyjnych